# Рошія-де-Секаш (комуна)
Рошія-де-Секаш (рум. Roșia de Secaș) — комуна у повіті Алба в Румунії. До складу комуни входять такі села (дані про населення за 2002 рік):
- Рошія-де-Секаш (781 особа) — адміністративний центр комуни
- Теу (536 осіб)
- Унгурей (379 осіб)

Комуна розташована на відстані 249 км на північний захід від Бухареста, 23 км на схід від Алба-Юлії, 83 км на південь від Клуж-Напоки, 140 км на захід від Брашова.

## Населення
За даними перепису населення 2002 року у комуні проживали 1696 осіб.
Національний склад населення комуни:
| Національність | Кількість осіб | Відсоток |
| -------------- | -------------- | -------- |
| румуни         | 1550           | 91,4%    |
| цигани         | 130            | 7,7%     |
| німці          | 11             | 0,6%     |
| угорці         | 5              | 0,3%     |

Рідною мовою назвали:
| Мова      | Кількість осіб | Відсоток |
| --------- | -------------- | -------- |
| румунська | 1688           | 99,5%    |
| німецька  | 5              | 0,3%     |
| угорська  | 3              | 0,2%     |

Склад населення комуни за віросповіданням:
| Релігія                                       | Кількість осіб | Відсоток |
| --------------------------------------------- | -------------- | -------- |
| православні                                   | 1498           | 88,3%    |
| п'ятдесятники                                 | 108            | 6,4%     |
| баптисти                                      | 57             | 3,4%     |
| римо-католики                                 | 9              | 0,5%     |
| бретрени                                      | 9              | 0,5%     |
| лютерани (Синодально-пресвітеріанська церква) | 9              | 0,5%     |
| греко-католики                                | 6              | 0,4%     |